# ربي (تشيلو)
ربي (بالفارسية: رپی) هي منطقة سكنية تقع في إيران في قسم تشيلو الريفي. يقدر عدد سكانها بـ 144 نسمة بحسب إحصاء 2016.